# Felix de Avellar Brotero
Félix de Avelar Brotero, född 25 november 1744 i Loures, Kungariket Portugal, död 4 augusti 1828 i Lissabon,  var en portugisisk botaniker och professor.
Auktorsnamnet Brot. kan användas för Felix de Avellar Brotero i samband med ett vetenskapligt namn inom botaniken; se Wikipediaartiklar som länkar till auktorsnamnet.